# William Aberhart
William Aberhart, född 30 december 1878 i nuvarande Huron East, Ontario, död 23 maj 1943, var en kanadensisk politiker och 1935-1943 även den 7:e premiärministern i Alberta representerande Albertas Social Credit-parti.